# Centroclisis negligens
Centroclisis negligens är en insektsart som först beskrevs av Navás 1911.  Centroclisis negligens ingår i släktet Centroclisis och familjen myrlejonsländor. Inga underarter finns listade i Catalogue of Life.